# Behind the rainbow
Behind the rainbouw is een muurschildering in Amsterdam-Centrum. De kunstenaar is Judith de Leeuw (JDL Street Art), die hierbij gebruik maakte van Kunstmatige intelligentie.
De Leeuw leverde met di werk haar vijfde muurschildering op nadat ze in 2016 was begonnen met de relatieve kleine muurschildering van Amy Winehouse op het onderstuk van een hoekpand Vijzelgracht Fokke Simonszstraat. Daarna timmerde internationaal aan de weg. In Amsterdam volgden Closer in distance (een tijdelijk werk), Diversity in bureaucracy en Our land. Binnen haar oeuvre in de hoofdstad miste ze een hommage aan de homogemeenschap. Tijdens de coronapandemie kwam daarom de gedachte op om daarvoor een aparte mural te zetten. Ze vroeg financiën en goedkeuring aan bij het Amsterdams Fonds voor de Kunst en het Cultuurfonds. In eerste instantie zou het gaan om een algemeen teken van liefde (twee mensen die elkaar zoenen). Er waren voor dat kunstwerk tien gegadigde muren beschikbaar. Toen ze aangaf dat het een afbeelding zou worden van twee zoenende mannen, trok een aantal beheerders hun toestemming in. Ze zag daarin dat homoseksualiteit toch niet zo geaccepteerd was, als dat zij dacht. Ze werd voor de afbeelding gesterkt door onderzoeken van het CBS die opleverden dat homoseksuelen vanwege opmerkingen en scheldpartijen liever niet (meer) hand in hand lopen, laat staan zoenen in de openbare ruimte. Judith de Leeuw wilde daartegenin gaan, met een huizenhoge schildering, waarbij je er niet aan kan ontsnappen om de twee kussende mannen te zien. De grote afbeelding is opgebouwd uit 100 kleinere afbeeldingen/foto’s, die door de kunstmatige intelligentie samengesmolten zijn tot één grote.
De muurschildering werd uiteindelijk gezet op een blinde muur van gebouwencomplex De Weteringen aan de Lijnbaansgracht. De kunstenaar zette de schildering (zoals gebruikelijk) zelf, waarbij ze niet schuwde om middels de arm van een hoogwerker boven de gracht bezig te zijn. Vanaf 5 november 2024 was het werk voor het publiek te zien.